# Talegaon Dabhade
Talegaon Dabhade là một thành phố và là nơi đặt hội đồng đô thị (municipal council) của quận Pune thuộc bang Maharashtra, Ấn Độ.

## Nhân khẩu
Theo điều tra dân số năm 2001 của Ấn Độ, Talegaon Dabhade có dân số 42.574 người. Phái nam chiếm 53% tổng số dân và phái nữ chiếm 47%. Talegaon Dabhade có tỷ lệ 79% biết đọc biết viết, cao hơn tỷ lệ trung bình toàn quốc là 59,5%: tỷ lệ cho phái nam là 83%, và tỷ lệ cho phái nữ là 75%. Tại Talegaon Dabhade, 11% dân số nhỏ hơn 6 tuổi.